# Rudolf Otto
Rudolf Otto, nemški luteranski teolog, filozof in primerjalni religiolog, *  25. september 1869, Marburg, Nemčija, † 6. marec 1937, Marburg, Nemčija.
Zaslovel je zaradi svojega raziskovanja o človekovih izkušnjah s svetim. Pod vplivom različnih svetovno znanih filozofov, je napisal svoje najpomembnejše delo O svetem (Das Heilige, 1917). Udejstvoval se je tudi v politiki, krščanskih aktivnostih, bil pa je tudi profesor na univerzah.

## Mladost in zaposlitve
Otto Rudolf se je rodil v Peineu blizu Hannovra. Obiskoval je gimnazijo Andreanum v Hildesheimu in študiral teologijo in filozofijo na Univerzi v Erlangenu in kasneje v Göttingenu, kjer je napisal svojo dizertacijo o Luthrovem razumevanju Svetega duha in svojo habilitacijo o Kantu.
Leta 1897 je postal predavatelj za teologijo, zgodovino religije, zgodovino in filozofijo. 
Leta 1904 je bil imenovan za profesorja za sistematično teologijo Univerze Göttingen, to delo je opravljal do leta 1914, ko je postal profesor teologije na Univerzi v Breslauu. Leta 1917 je postal redni profesor za sistematično teologijo na Univerzi v Marburgu, ki je eno izmed najbolj znanih protestantskih semenišč na svetu. Pozneje je eno leto (1926-27) služil kot rektor univerze. 
Upokojil se je v Marburgu leta 1929, umrl pa osem let kasneje, potem ko je utrpel hude poškodbe po padcu z nekega stolpa. Nepotrjene govorice to opredeljujejo kot poskus samomora.

## Znanstvena prizadevanja
Kar je prvotno Otta pozvalo k povpraševanju o človekovih izkušnjah o svetem, so bile krščanske, celo protestantske skrbi, ki so prebudile v njem med študijem življenja Martina Luthra. Ta skrb – pojasniti različen značaj verske interpretacije sveta se odraža v njegovi prvi knjigi, Dojemanje Svetega Duha pri Luthru (Die Anschauung vom heiligen Geiste bei Luther, 1898). V delu Naturalistični in religiozni pogled na svet (Naturalistische und religiöse Weltansicht, 1904), v kateri je razlikoval naturalistični in verski način razlage sveta in postavil vprašanje, ali bi morale razlike biti usklajene med seboj, ali ne.
Otto se je upiral preprosti spravi med svetovnim pogledom, podanim s strani znanosti in religiozno interpretacijo, hkrati pa je nasprotoval vernikovemu sovraštvu do znanosti in znanstvenikovemu nestrinjanju z vero. Dve perspektivi, s katerima je Rudolf vztrajal sta bili, da mora biti človek uslišan ter da morajo biti odpravljeni pomisleki glede razkritja v svetu. Jasno je, da je bila Ottova glavna skrb upravičiti in pojasniti, kakšna je verska interpretacija sveta. Pet let pozneje je izdal svoje delo Kantova in Friesova filozofija religije (Kantische-Fries'sche Religionsphilosophie, 1909), razpravo o verskih prepričanjih nemških filozofov Immanuela Kanta in Jacoba Friedricha Friesa, v kateri je poskušal opredeliti vrsto racionalnosti, ki je primerna za verske povpraševanja.
V letih 1911-12 je Rudolf obiskal številne države po svetu, začenši s Severno Afriko, Egiptom in Palestino, kasneje Indijo, Kitajsko in Japonsko ter Združene države.Ta potovanja so mu zelo pomagala pri svojem raziskovanju, saj je dobil potrebne izkušnje na svojem področju, poleg tega pa si je še izboljšal svoje znanje tujih jezikov, kar mu je koristilo tudi pozneje pri prevajanju mnogih antičnih besedil v nemščino.

## Vpliv Schleiermacherja
Prvi Ottov mentor je bil ugleden nemški filozof in teolog Friedrich Schleiermacher, ki je Otta prvič vodil v povpraševanja o specifičnih religioznih dejstvih in značilnosti. Schleiermacherjevemu zgodnjemu delu, knjigi O religiji (Über die Religion. Reden an die Gebilden unter ihren Verächtern 1799) je Otto posvetil posebno pozornost. Kar ga je na njem privlačilo, je bilo Schleiermacherjev svež način percepcije veroizpovedi kot edinstven občutek ali ozaveščanje, ki se razlikuje od etičnih in racionalnih načinov dojemanja, čeprav ne izključno od njih. 
Schleiermacher je kasneje govoril o tem edinstvenem občutku kot človekovemu "občutku popolne odvisnosti od". Otto je bil zelo navdušen nad to formulacijo in je nakazal Schleiermacherju, da je odkril smisel svetega v postrazsvetljenski dobi. 

## Vplivi Otta na ostale
Otto je bil eden bolj samostojnih mislecev o veri v prvi polovici dvajsetega stoletja, zato ne čudi, da je zapustil širok vpliv na teologijo in filozofijo religije v prvi polovici 20. stoletja. Nemško-ameriški teolog Paul Tillich je priznal vpliv Otta na njem, kot je to storil romunsko-ameriški filozof Mircea Eliade in Ottov najbolj slaven nemški učenec Gustav Mensching (1901-1978) z Univerze Bonn. Eliade je uporabil pojme iz Ideje svetega kot izhodišče za lastno knjigo Sveto in profano (1957). Rudolf je bil eden izmed redkih sodobnih teologov kateremu C.S. Lewis dolguje idejo numinoznega v delu Problem bolečine (Problem of Pain, 1940). Drugi, na katere je vplival so bili na primer Carl Gustav Jung (sposojanje numinoznega koncepta), Karl Barth, Martin Heidegger, Leo Strauss, John A. Sanford, Richard Rohr, Hans-Georg Gadamer (kritičen v svoji mladosti, spoštljiv v svoji starosti), Max Scheler, Ernst Jünger, Joseph Needham, W.T. Stace in Hans Jonas. O Ottovih idejah so razpravljali tudi judovski misleci, kot sta Joseph Soloveitchik in Eliezer Berkovits.

## Koncept numinoznosti
Rudolf je najbolj znan po svoji analizi izkušnje, ki je po njegovem mnenju temelj celotne religije. To izkušnjo je v svojem delu Sveto (Das Heilige), izdanem leta 1917, poimenoval "numinoznost" in rekel, da ima tri komponente. Te pogosto temeljijo na latinski frazi:  mysterium, tremendum et fascinan. Kot mysterium, numinoznost je povsem drugo – povsem drugače kakor občutimo v vsakdanjem življenju. 
Je stanje, ki ga občutimo ob soočenju z arhetipom, oziroma delovanje ali dinamična eksistenca, ki ni povzročeno z dejanjem volje.
Človeški subjekt je objekt numinoznosti, numinozno pa je pogoj subjekta, neodvisnega od lastne volje oziroma je lastnost nekega objekta, učinkovanje neke nevidne pristnosti, ki povzroči spremembo zavesti. Numinoznost evocira reakcijo tišine, izzove zatišje, ker predstavlja prevladujočo moč, sebe pa predstavlja kot pretresljivo, strašljivo (tremendum), a hkrati očarljivo (fascinans).
Rudolfovo najbolj znano delo je Sveto, ki je prvič izšla leta 1917 kot Das Heilige - Über das Irrationale der Idee des Göttlichen und sein Verhältnis zum Rationalen (Sveto - O iracionalnem v ideji Božanskega in njegovem odnosu do racionalnega). 
To je ena izmed najbolj uspešnih nemških teoloških knjig 20. stoletja, ki je nikoli niso nehali tiskati in je zdaj na voljo v približno 20 jezikih. Knjiga opredeljuje pojem "svetetega", kot tisto, kar je numinozno, nad vsakdanjostjo, torej tistega, česar ne občutimo v vsakdanjem življenju.
Otto je pojasnil numinoznega kot "neracionalna, nesenzorična izkušenja ali občutek, katerega primarni in takojšnji objekt je izven sebe". Ta novi izraz je skoval na podlagi latinskih "numen" (božanska moč). (Ta izraz je etimološko povezan z Nepojavnostjo Immanuela Kanta, grški izraz, ki se nanaša na nespoznavno realnost in je podlaga za vse stvari).
Numinoznost je skrivnost (latinsko: mysterium), ki je tako strašno in očarljivo obenem. To duševno stanje "se predstavlja kot "ganz Andere", nekaj popolnoma drugo in neprimerljivo s tem, s čimer se človek znajde povsem zbegan." Otto določa tudi paradigmo za proučevanje religije, ki se osredotoča na potrebe za uresničitev vere kot kategorije, ki je nad vsakdanjostjo. S to paradigmo se približno med letoma 1950 in 1990 večina ni strinjala, vendar je dosegla velik povratek od takrat, ko so njegovi fenomenološki vidiki postali bolj očitni in ko je o njej pisal Karl Rahner, ki je človeka označil kot bitje transcendence.

## Poznejša dela
Otto je uporabljal postopek, ki ga je razvil v Svetem v treh ostalih pomembnih delih, ki so ji sledila: Mistike vzhoda in zahoda (West-Östliche Mystik, 1926); Indijska religija milosti in krščanstvo (Die Gnadenreligion Indiens und das Christentum, 1930) in Božje kraljestvoin sin človekov (Reich Gottes und Menschensohn, 1934). Od the treh knjig, je zadnja še posebej pomembna za odkrivanje novega razumevanja.
Ottova zaskrbljenost z izkušenjem numinoznega je bila nekakšen povod za eksperimentiranje z novimi oblikami liturgije, da bi takim eksperimentom pri prostestantih dal živost.
Tukaj je uporabljal "Sakramentni molk" kot zaključno fazo, čas čakanja, primerljiv trenutku tišine pri kvekerjih, za kar je priznal, da je bila spodbuda za Ottovo lastno inovacijo.
Otto je vse religije vzel resno kot priložnost izkusiti sveto in s tem kot kristjan želel sodelovati v pogostih srečanjih z ljudmi drugih verstev. Imel je veliko spoštovanje do značilnosti različnih religij in se tako uprl univerziranju vere v smislu zmanjševanja na najnižji skupni imenovalec. Vendar se je močno zavzemal za živahno izmenjavo mnenj med predstavniki različnih ver. Imel je skrb, ki ga je vodila k ustvarjanju v Marburgu narejene verske zbirke verskih simbolov, ritualov in pripomožkov raznih religij sveta.
- Naturalistische und religiose Weltansicht, (1904)

- Das Heilige - Über das Irrationale in der Idee des Göttlichen und sein Verhältnis zum Rationalen, (Breslau, 1917)

- Die Kant-Friesische Religions-Philosophie

- Naturalismus und Religion Leben und Wirken von Jesus, Nach der kritischen Methode, (1908)

- Christentum und die indische Religion der Gnade, (Madras 1928)

- 'Die Sensus Numinis wie das Historische Grundlagen der Religion ", (1930)

- Die Philosophie der Religion, die auf Kant und Fries, (1909)

- Religiöse Essays: Eine Ergänzung zu "Die Idee des Heiligen", trans B Lunn, (1931)

- Mystik Ost und West: Eine vergleichende Analyse der Art der Mystik, trans BL Bracey und RC Payne, (1932)

- Die ursprüngliche Gita: Das Lied des Obersten Erhabene, (1939)

- Das Reich Gottes und der Menschensohn : Eine Studie in der Geschichte der Religion, (1996)